# Sierra de San Bernabé

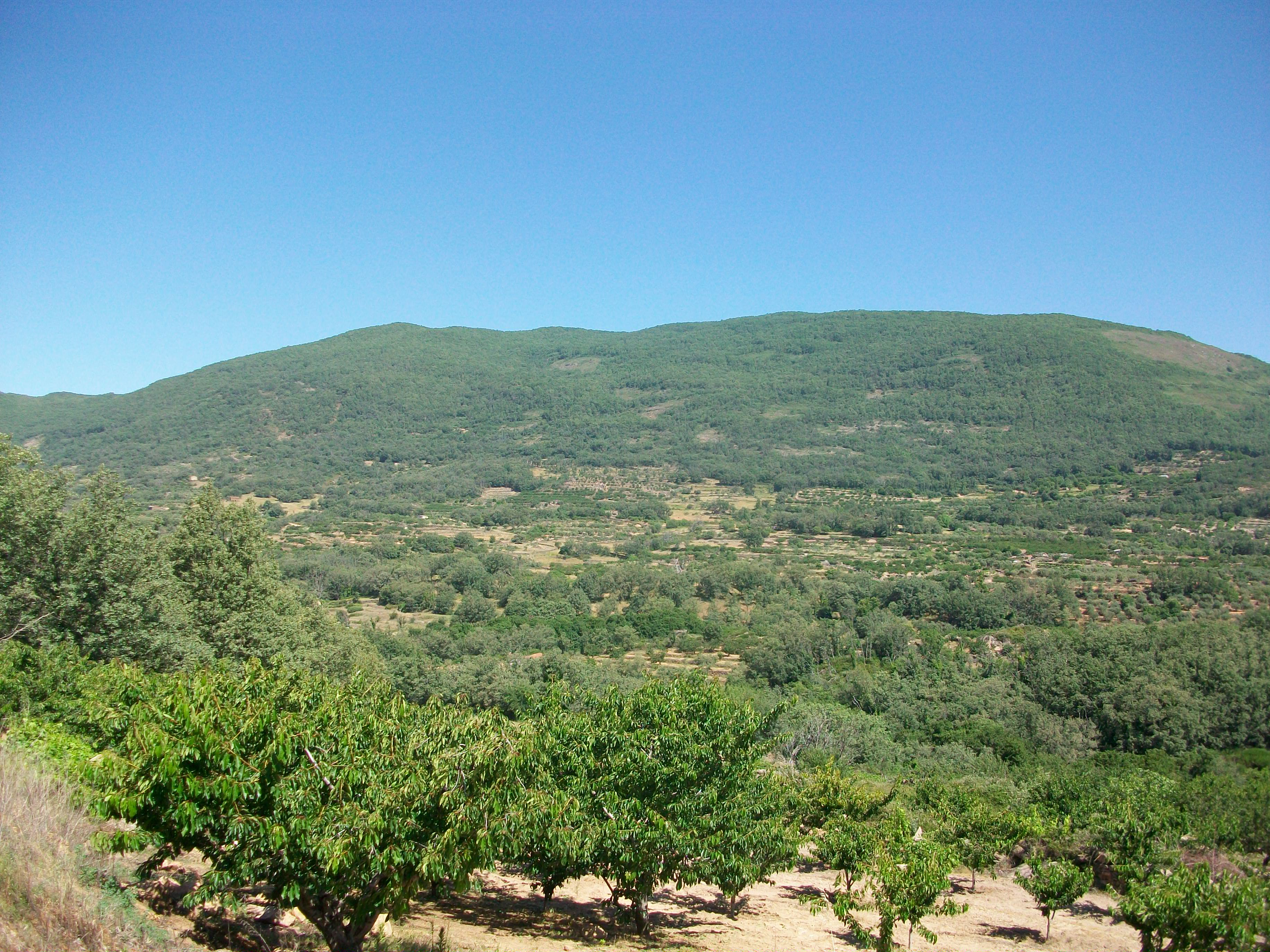
Vista de la sierra, con el pico de Fuentemoral en primer término

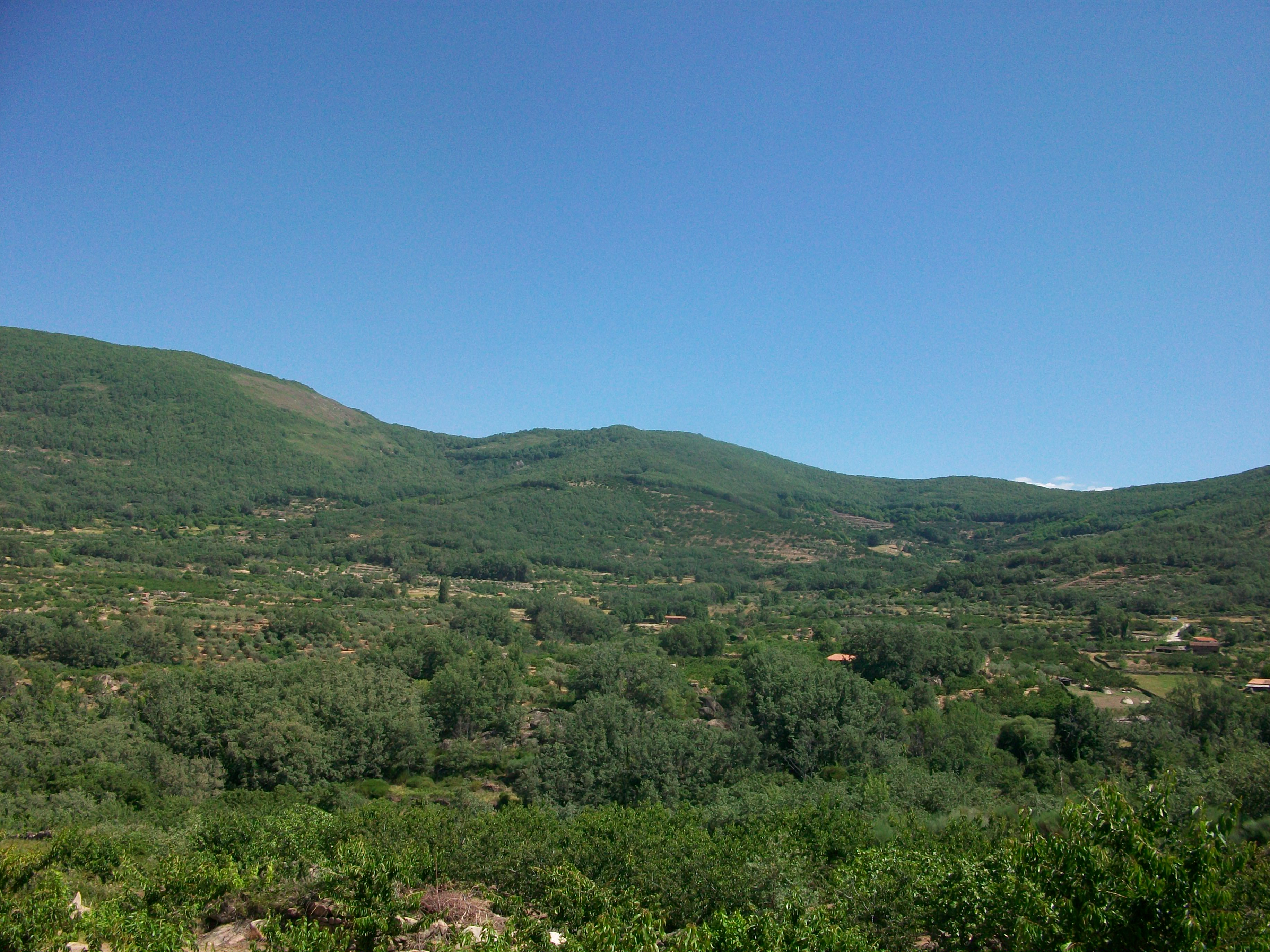
Vista de la sierra, desde la carretera de Barrado

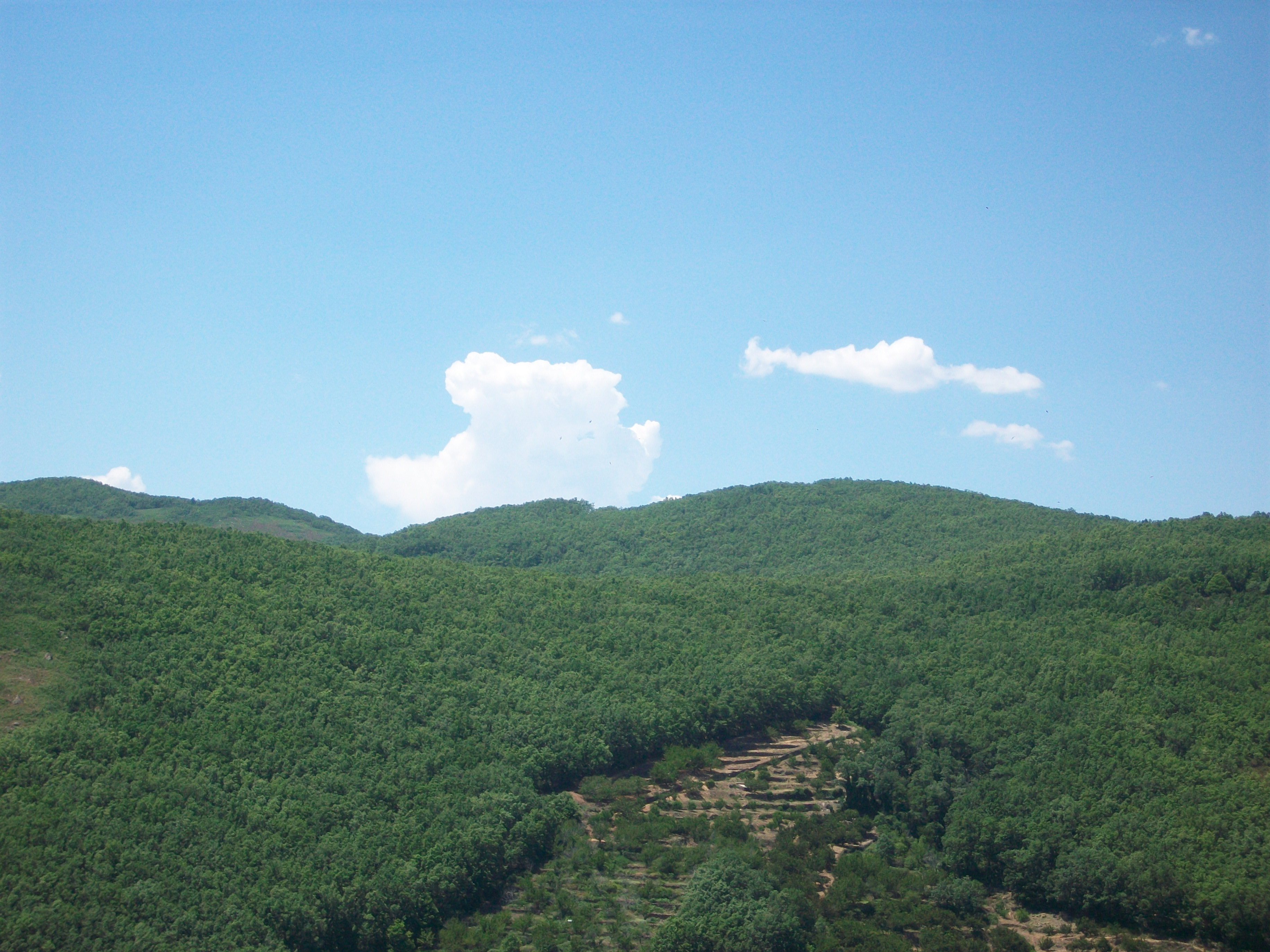
Masa forestal en la sierra

La sierra de San Bernabé corresponde a la parte sur-oriental de la sierra de Tormantos, en la falda sur de la sierra de Gredos, perteneciente a su vez al Sistema Central. Está situada en el norte de la provincia de Cáceres, Extremadura.

## Descripción
Se trata de una mole granítica cuya cima se sitúa en los picos de Fuentemoral con 1113 m de altitud y el cerro Bullón, con 1100 m. Otras cumbres son: Villavieja (913 m), San Bernabé (945 m), Cancho Pinote (800 ) y los Miraderos (780 m). Tiene como puertos los de San Bernabé y el del Rabanillo.

## Hidrología
La sierra de San Bernabé forma la divisoria que traza las vertientes de los ríos Jerte y Tiétar, naciendo en ella y vertiendo en el Jerte la garganta de Marta, la garganta de los Bajarones y el arroyo de la Dehesilla. En la vertiente del Tiétar nacen en ella la garganta del Obispo y los arroyos de Rabanillo, Pilones, Plasencia y Cuadrilleros.

## Poblaciones
En las faldas de ésta sierra se encuentran las poblaciones de Barrado, Gargüera, Valdastillas, Cabrero, Piornal y Casas del Castañar.

## Árboles singulares
En ésta sierra se encuentran seis árboles declarados singulares por la Junta de Extremadura, se trata de cinco castaños en el término de Casas del Castañar, los castaños de Escondelobo, los de la Fuente de las Escobanchas y el de los Realengos y el Roble Grande de la Solana, en Barrado.